# Castelo de Masino
O Castelo de Masino (em italiano:  Castello di Masino) é um castelo localizado em Caravino na Itália.

## História
A existência do castelo está documentada desde pelo menos 1070. Seu proprietário original foi a dinastia Valperga, que, segundo a lenda, descendia de Arduíno de Ivrea, o primeiro rei da Itália. Devido à sua localização estratégica, o castelo foi sitiado e danificado várias vezes ao longo de sua existência, incluindo pelos Saboia no século XV, pelos franceses no século XVI e pelos espanhóis no século XVII. O castelo foi posteriormente convertido em uma residência aristocrática.
Em 1988, a propriedade foi adquirida pelo Fondo Ambiente Italiano.

## Descrição
O castelo está situado no topo de uma morena que se eleva da planície de Ivrea, aos pés dos Alpes. A propriedade inclui extensos jardins.
A estrutura apresenta um plano quadrangular com uma imponente torre.

## Galeria

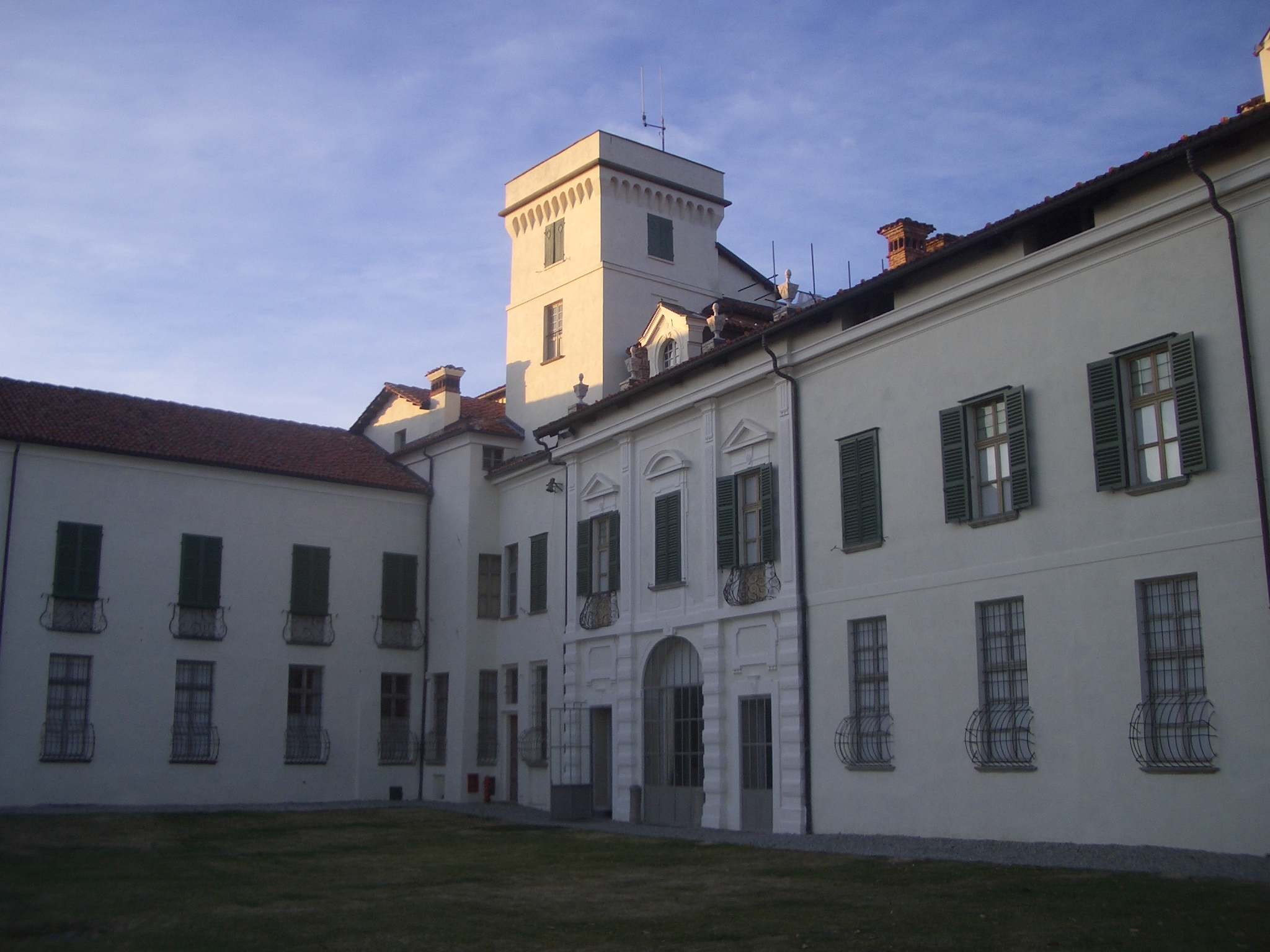
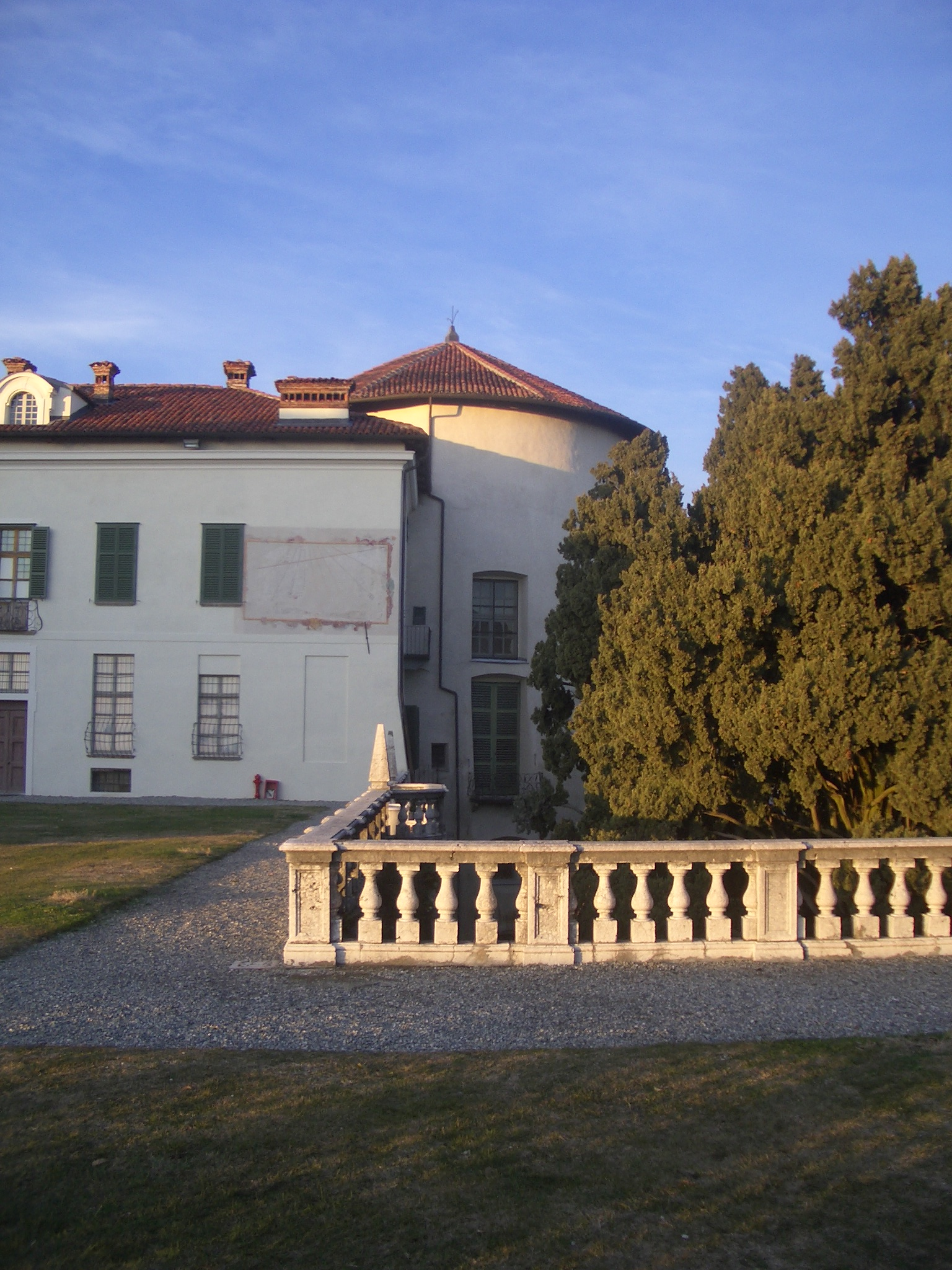
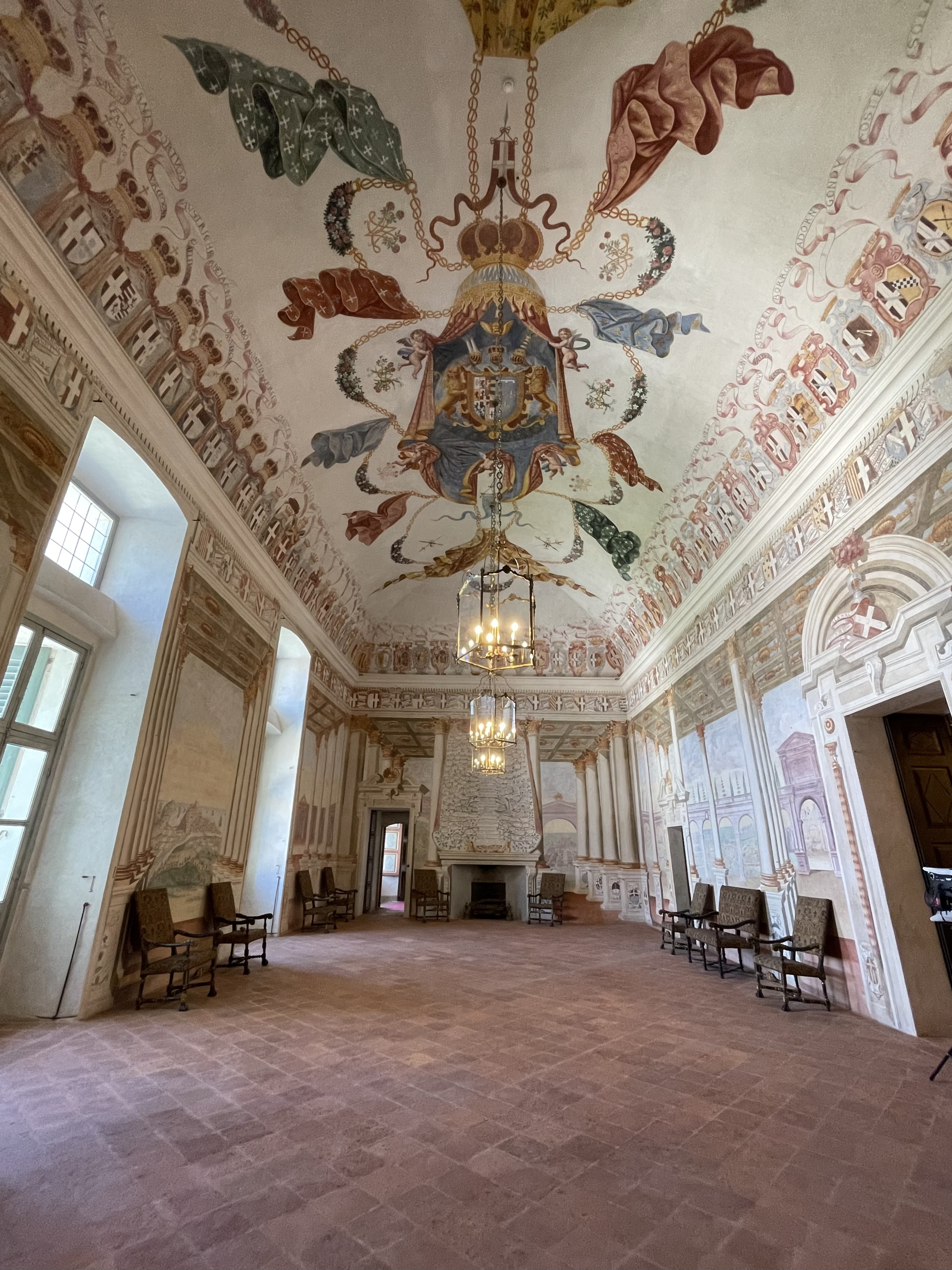
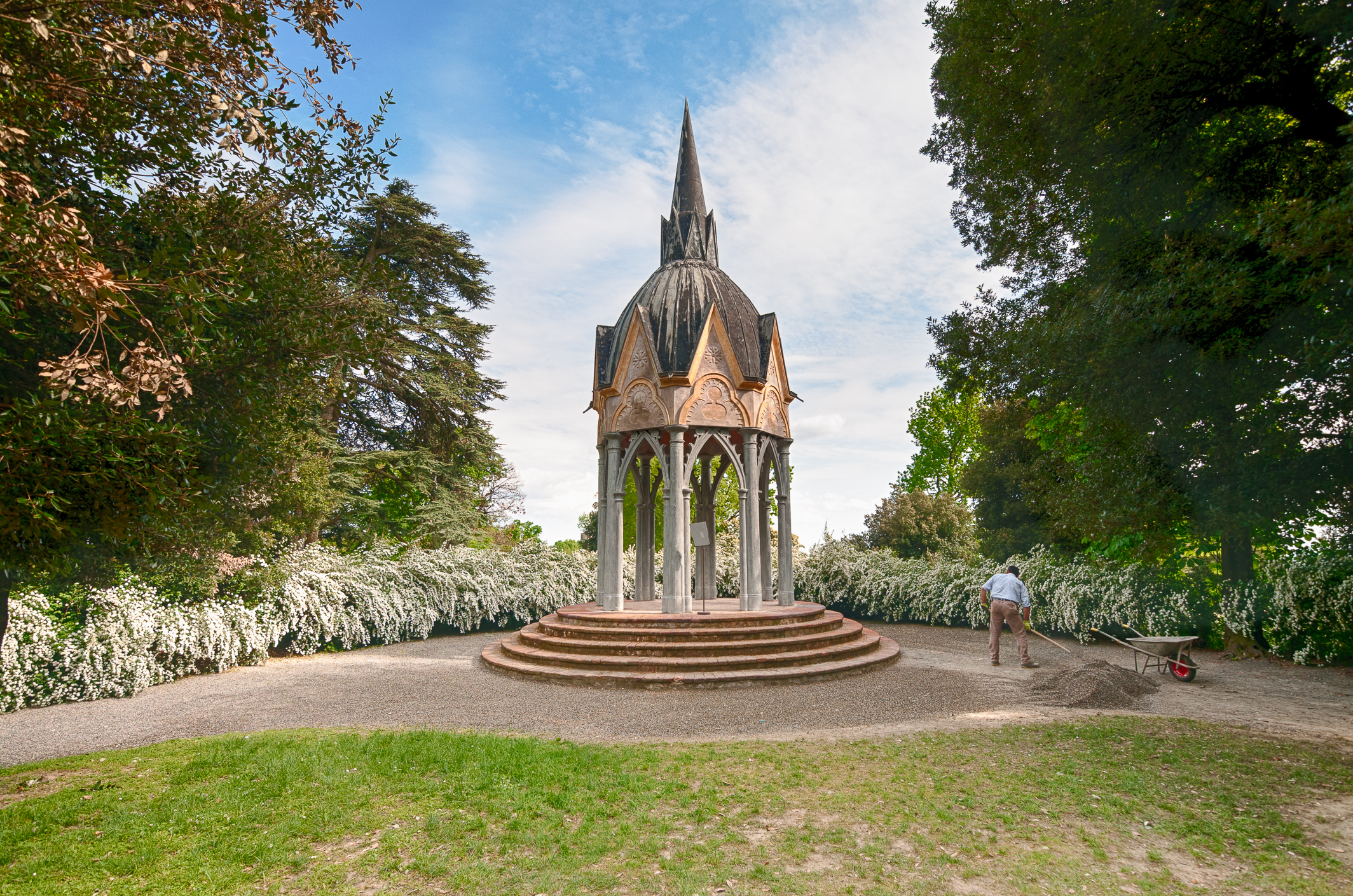